# Gran Mercado de Lomé
El Gran Mercado de Lomé (en francés: Grand marché de Lomé) es un mercado público situado en Lomé, la capital de Togo. Se encuentra cerca de la Catedral del Sagrado Corazón. Ocupa una manzana entera de la ciudad y consta de tres secciones: Atipoji, Asigame y Assivito. En su mayoría, los vendedores son mujeres y niños, y a menudo se pueden encontrar artistas locales tocando música en directo en el mercado. En el mercado se vende una amplia selección de especias, incluidas ramas de canela, clavo, nuez moscada y anís estrellado.
En 2017, el gobierno togolés inició un proyecto valorado en 18 millones de euros para construir un edificio moderno para el mercado su ubicación actual, titulado provisionalmente «Gran Mercado de Adawlato», en honor al barrio en el que estará ubicado. Este proyecto se originó tras el incendio en el mercado en enero de 2013.